# Pirkkala
Pirkkala (in svedese Birkala) è un comune finlandese di 20405 abitanti, situato nella regione del Pirkanmaa.

## Amministrazione

### Gemellaggi
- Solna